# Tunel Sozina
Tunel Sozina cestovni je tunel u Crnoj Gori te dio europskih pravaca E65 i E80. Nalazi se sjeverno od Sutomora a projektiran je da zaobiđe Paštrovsku goru koja razdvaja Crnogorsko primorje od Zetske ravnice i Skadarskog jezera.
Tunel je dug 4189 metara, čime je najduži i najmoderniji cestovni tunel u Crnoj Gori. Od njega je duži tek istoimeni željeznički tunel Sozina (6 km). Svečano je otvoren 13. srpnja 2005. na crnogorski Dan državnosti. Cijena njegove izgradnje je iznosila 70 milijuna eura.
Tunelom je skraćeno putovanje od Podgorice do Bara na 25 km.

## Vanjske poveznice
- Structurae.de